# Afilia moqui
Afilia moqui är en fjärilsart som beskrevs av Barnes. Afilia moqui ingår i släktet Afilia och familjen tandspinnare. Inga underarter finns listade i Catalogue of Life.